# Dzerjinsk (Russie)
Pour les articles homonymes, voir Dzerjinsk.
Dzerjinsk (en russe : Дзержинск) est une ville industrielle de l’oblast de Nijni Novgorod, en Russie. Avec une population de 237 668 habitants en 2013, Dzerjinsk est la deuxième ville de l'oblast. Elle est nommée en l'honneur de Félix Dzerjinski, important dirigeant soviétique, fondateur et chef de la Tchéka.
Dzerjinsk fut l'un des principaux centres de l'industrie chimique soviétique et elle est encore considérée comme la « capitale russe de l'industrie chimique ». C'est une des villes les plus polluées du pays selon le Blacksmith Institute.

## Géographie
Dzerjinsk réunit sous ce nom en 1930 d'anciens villages construits sur les berges de l’Oka. Elle se trouve à 35 km au sud-ouest du centre de Nijni Novgorod et à 369 km à l'est de Moscou.

## Histoire
La ville fut fondée sur des terres qu’on appelait le Tchernoretchié (« les terres autour de la rivière Noire »). La Tchernaïa (la rivière Noire) se jetait dans l'Oka. On trouve les premières notes sur le Tchernoretchié dans les documents du XVIIe siècle. Les terres autour de la cité appartenaient aux monastères. Elles étaient vastes mais peu peuplées. Les rives sablonneuses de l'Oka étaient presque vides. On ne trouvait que de rares villages et parfois des barques de pêcheurs. Les paysans cultivaient des céréales mais la récolte n’était jamais abondante. Les paysans quittaient leurs villages pour gagner leur vie. Ils devenaient souvent matelots ou pêcheurs en mer Caspienne.
Le tsar Pierre le Grand à la fin du siècle descendit l'Oka pour rejoindre Nijni Novgorod et s’arrêta à cet endroit assez sauvage. Il trouva de belles forêts de pins et feuillus, et — la Russie ayant besoin de bateaux — ordonna la construction de chantiers navals.
Les maisons étaient ornées de sculptures sur bois ainsi que les proues des bateaux construits pour Pierre le Grand. Au XVIIIe siècle les ateliers qui fabriquaient des câbles et des rets apparurent, alors que de nouveaux villages apparaissaient et que les villages grandissaient. Au XIXe siècle, le village de Tchernoïé devint la cité nommée Rastiapino par laquelle passait la ligne de chemin de fer reliant Nijni Novgorod et Moscou. Les trains s’y arrêtaient et animaient la vie de la cité. Les habitants exerçaient toutes sortes de métiers, dont le commerce et notamment à la foire de Rastiapino.
Au début du XXe siècle, durant la Première Guerre mondiale, des ateliers des usines chimiques de Saint-Pétersbourg furent transférés à Rastiapino. La première usine chimique, bien qu'encore petite, attira nombre de paysans des villages voisins. Rastiapino grandit vite. Dans les années 1920 et 1930, on construisit d'autres usines. En 1930, la cité ouvrière devint la ville nouvelle de Dzerjinsk, du nom de Félix Dzerjinski, responsable bolchevique et premier chef de la Tchéka.
La Journée de la ville est célébrée le dernier dimanche de mai.

## Population et démographie
Après une forte croissance à partir des années 1930, la population tend à diminuer depuis la dislocation de l'Union soviétique.
Recensements (*) ou estimations de la population
| 1926  | 1939*   | 1959*   | 1970*   | 1979*   |
| ----- | ------- | ------- | ------- | ------- |
| 4 008 | 103 407 | 164 337 | 221 291 | 257 119 |

| 1989*   | 2002*   | 2010*   | 2012    | 2013    |
| ------- | ------- | ------- | ------- | ------- |
| 285 071 | 261 334 | 240 742 | 239 007 | 237 668 |

## Économie
Dzerjinsk est un des centres les plus importants de l'industrie chimique russe. En 2008, à Dzerjinsk, 38 grandes entreprises industrielles de la chimie exportaient leurs produits à travers le monde. Environ un millier de variétés de produits chimiques y sont fabriquées, aujourd'hui par 46 entreprises industrielles.

Les plus connues sont « Sibur-Neftekhim », « Plexiglas », « Plastiques », « Synthèse d'Oka », « Tosol-synthèse », Usine de Sverdlov (industrie chimique), « Demka », « Dzerjinskhleb » (industrie alimentaire), « Russie », « Kanat » (industrie textile et l'habillement) ; « Knauf Gips », « Silikatstroy » (industrie de la construction). La situation géographique à priori favorable de Dzerjinsk a attiré d'importants investisseurs étrangers qui ouvrent leurs filiales dans la ville ou y ont délocalisé une partie de leur production. Le plus important fut le groupe germano-suisse Liebherr qui en 2010, doit y démarrer sa première étape de production de composants pour engins de terrassement.
Parmi les plus grandes usines polluantes, actuelles ou ayant existé dans le passé, figurent :
- l'usine Sverdlov, la plus grande du complexe chimique de Dzerjinsk est une entreprise de l'État fédéral produisant des munitions, explosifs militaires et industriels, et des produits chimiques à usage industriel (résine phénol-formaldéhyde, résine époxy, résine carbamide-furane, plastifiants, durcisseurs, nitrobenzène, sulphanole, anhydride acétique, divers nettoyants et détergents, et d'autres produits). Cette usine figure dans la liste présidentielle des entreprises stratégiques du pays.
- Korund, JSC (ouvert durant la Première Guerre mondiale en 1915, première usine de Russie à produire du cyanure, toujours en fonctionnement. Cette usine produit du corindon pour les lasers et d'autres applications. C'est la plus ancienne entreprise de Dzerjinsk. En 2004, elle a été temporairement fermée pour cause de faillite.
- Kaprolaktam, JSC. Après avoir produit des organochlorés, dont une partie destinée à la production d'armes chimiques, le site a été transformé pour produire des équipements de production chimique. L'usine produit de l'acide chlorhydrique, de l'oxyde d'éthylène, des films polymère et des matières plastiques. Elle est maintenant associée en coentreprise au groupe Norsi (Nijni-Novgorod Orgsintes) Orgsteklo, et plus de quinze millions ont été investis dans cette coentreprise par le groupe allemand Wella AG, producteur de cosmétiques. Le site produit des savons, des plastiques acryliques, et des pièces d'équipement automobile.
- Dzerjinskhimmach, JSC (ouvert en 1941, produit actuellement des équipements de type colonnes de distillation, évaporateurs, échangeurs thermiques...
- Sintez, JSC. L'usine produit des produits chimiques organiques tels que de l'acétone, du fer carbonyle, du diéthanolamine, de l'isopropanol, du méthylamine, des phénols, etc.
- Orgsteklo, JSC produit des verres spéciaux pour le marché aéronautique, et se spécialise actuellement dans la production de copolymères acryliques et de verres organiques).
- Oka, Yava, Orgsitilen, Zarya (usines aujourd'hui fermées).

La ville possédait un tramway.

## Séquelles industrielles et pollution
Dzerjinsk a été utilisée par l'armée russe comme l'un de ses grands sites de production d'armes chimiques. C'est pourquoi — pour des raisons stratégiques — cette ville était jusque récemment fermée aux visiteurs étrangers.
La production d'armes chimiques
Elle semble y avoir commencé en 1941, surtout pour produire de l'ypérite (« gaz moutarde ») et de la lewisite dont l'effet toxique est dû à l'ajout de trioxyde d'arsenic à un toxique chloré. L'usine produisant ces gaz de combat était appelée Usine de verre organique Kaprolactam. Elle produisait aussi de l'acide prussique et du phosgène. La production n'aurait duré que quatre ans, de 1941 à 1945. Quelques produits furent transportés dans des lieux de stockage, mais la plupart du matériel et des déchets aurait été enterré sur place (à cause de fortes contaminations par l'arsenic). L'usine à ypérite n'a réellement été démantelée qu'à partir de 1994. En 1998 l'unité de production de lewisite n'était pas encore complètement détruite.
La société anonyme Kaprolactam a été transformée en un producteur de produits chimiques, acide chlorhydrique, oxyde d'éthylène, films polymères et plastiques. Elle s'est associée au groupe NORSI (Nijni Novgorod Orgsintez) Orgsteklo.
Séquelles écologiques et sanitaires
La ville et ses environs sont aujourd'hui considérés comme l'une zones les plus polluées au monde, avec une espérance de vie de 42 ans pour les hommes et 47 pour les femmes. Ces très faibles niveaux d'espérance de vie sont attribués aux taux élevés de produits chimiques et en particulier de produits chimiques organiques persistants (ou « POP »), dont de dioxines, par certaines ONG environnementales, y compris Greenpeace.
Une étude du Blacksmith Institute (le nom de cette organisation non gouvernementale est depuis 2015 Pure Earth), alerte sur le fait que non seulement l'espérance de vie est dramatiquement basse pour les habitants et les employés des usines, mais le taux de mortalité en 2003 dépassait de 260 % le taux de natalité (ce qui peut faire évoquer de graves problèmes de santé reproductive. Le Blacksmith Institute estime que ceci est également lié aux séquelles de pollutions induites par la production de toxiques tels que la lewisite et l'ypérite, mais aussi le sarin, le cyanure d'hydrogène, le phosgène et les taux environnementaux très élevés de plomb, et de nombreux produits chimiques organiques parmi les plus polluants. Selon cette ONG, à Dzerjinsk, les analyses d'eau ont localement montré des contaminations par les dioxines et phénols à des taux très supérieurs au seuil de sécurité.
Selon un classement publié en 2007 par l'ONG Blacksmith Institute, Dzerjinsk fait encore partie des dix sites les plus pollués au monde, cité devant Tchernobyl, ce que reconnait le Comité écologie de la Douma russe qui considère que l'activité chimique a aussi eu des résultats désastreux sur les écosystèmes.
Ce rapport a été contesté en Russie ; selon les services environnementaux de Russie, Dzerjinsk ne figurait pas même dans les quarante villes les plus polluées de Russie, mais le caractère confidentiel et militaire d'une partie des activités industrielles pourrait expliquer une certaine sous-estimation des problèmes. En 2006, la ville a de son côté nié être aussi polluée que l'affirmait le rapport du Blacksmith Institute.
L'Agence de l'Environnement de Dzerjinsk reconnait que près de 300 000 tonnes de déchets chimiques ont été déversées dans la ville de 1930 à 1998, mais selon la municipalité, le rapport du Blacksmith Institute a exagéré la pollution résiduelle, ou même est faux sur deux points, puisqu'il cite le sarin, alors que — selon la municipalité — ce produit n'a jamais été produit dans la ville, et ne peut donc figurer dans la liste des principaux polluants (cependant, comme dans les autres pays, la production de ce type de produit, et son élimination, se faisait sous le sceau du secret défense). En outre, selon le service de la ville responsable de la santé, l'espérance de vie moyenne des habitants (mais il faudrait aussi prendre en compte les ouvriers intérimaires) était de 64 ans en 2006.
Par ailleurs, en 2006, Askhat Kayumkov, qui dirige une organisation écologique russe citée comme source par le Blacksmith Institute, a déclaré à la presse que son organisation n'avait jamais fourni au Blacksmith Institute aucune données de quelque nature que ce soit. En outre, il ne pense pas que Dzerjinsk soit l'une des villes les plus polluées en Russie, et encore moins du monde entier.
La situation écologique de la ville s'est améliorée depuis les années 1980 en termes d'émissions de polluants, principalement en raison de la faillite ou fermeture d'usines polluantes. Mais des risques écologiques tangibles persistent à plusieurs endroits de la ville, notamment avec des lixiviations de produits chimiques, et les pollutions de l'air induites par des autoinflammations spontanées de déchets provoquant des incendies parfois difficiles à contrôler, dans ou autour des décharges internes des entreprises existantes ou fermées où sont enfouis une grande quantité de déchets toxiques et sur un site dit « mer blanche », qui est une vaste décharge de déchets chimiques (2 000 000 m3, ou 34 millions de tonnes de solutions alcalines évaporées sur 10 à 20 m d'épaisseur ) officiellement présenté comme un site expérimental d'essai d'inertage ou solidification de déchets chimiques. Ce site — selon les autorités locales — fait l'objet d'une constante surveillance écologique. La nappe serait polluée en profondeur sous la ville et ses environs, affectant les ressources en eau potable et menaçant la Volga.

## Éducation
Dzerjinsk dispose de :
- cinq écoles supérieures,
- onze écoles de formation professionnelle,
- 43 écoles secondaires.

Culture

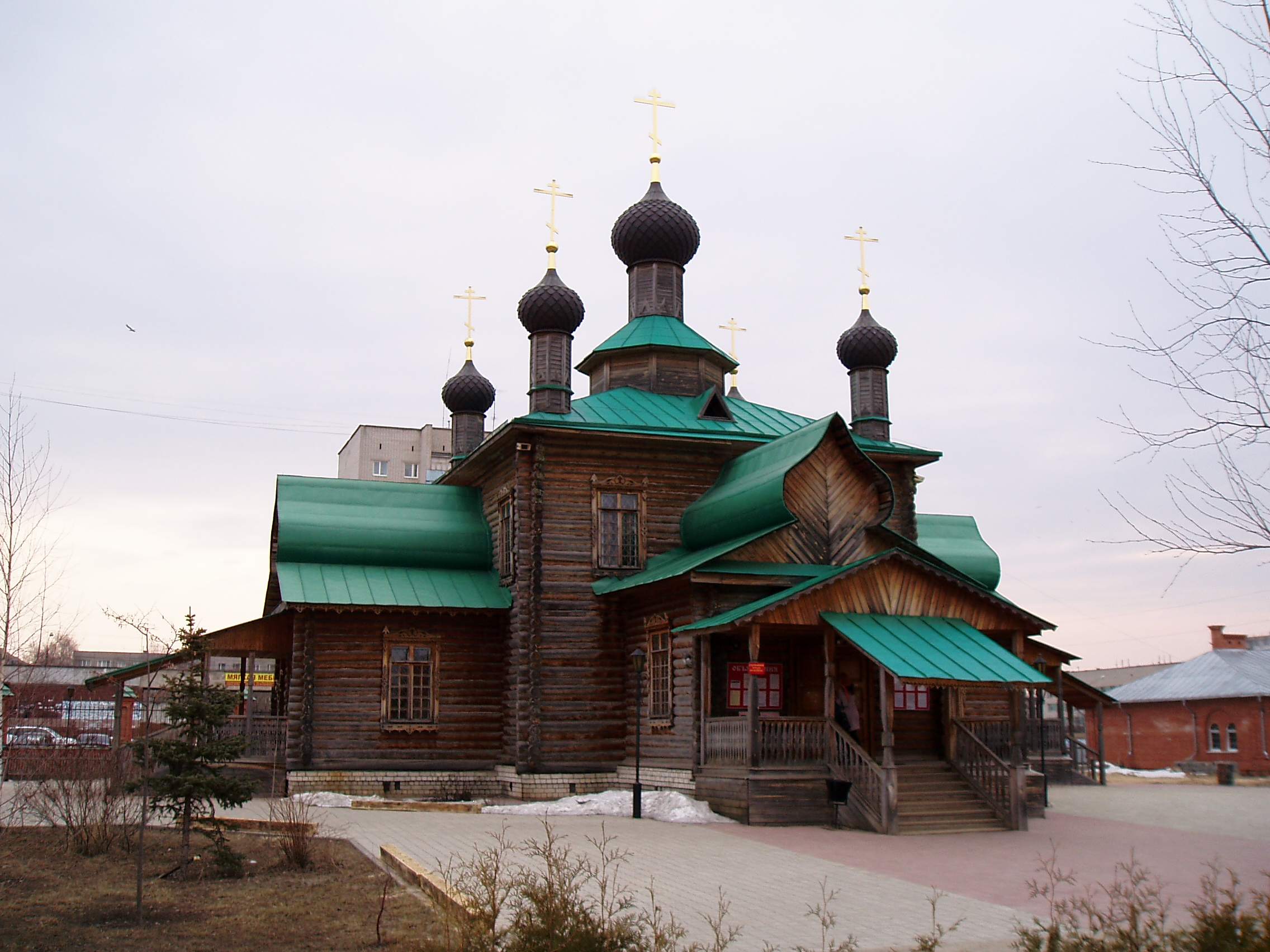
Vue de l'église Saint-Tikhon-et-des-Nouveaux-Martyrs-de-Russie.

Les principales institutions culturelles de Dzerjnsk sont le théâtre, le théâtre de marionnettes, le musée de la ville, la bibliothèque (Дом книги, Dom knigui, ce qui signifie « maison des livres »), le palais de la culture, le réseau des centres culturels modernes de divertissement. Dans la ville il y a aussi des établissements de formation à orientation culturelle : école de peinture, écoles de musique, écoles d'art...

## Religion
Il y a trois paroisses orthodoxes dans le centre-ville de Dzerjinsk avec quatre églises qui appartiennent au doyenné de la Résurrection de l'éparchie de Nijni Novgorod. Une collégiale dédiée à la Résurrection du Christ a été terminée (en 2019), ainsi qu'une petite église vouée à saint Antoine et à saint Séraphin de Sarov. L'église de Tous-les-Saints a été consacrée le 18 septembre 2009 et dessert le cimetière de la ville. L'église Notre-Dame de Vladimir du quartier de Pouchkino a été consacrée le 13 février 2010. Il existe un lycée orthodoxe du nom de Saint-Séraphin-de-Sarov, ouvert en 2004.

## Sport
- FK Khimik Dzerjinsk, club de football ayant existé de 1946 à 2016.

## Personnalités liées à la ville
- Andrey Vdovin (en)
- Mikhaïl Seslavinski (né en 1964 à Dzerjinsk), personnalité publique et politique russe.
- Édouard Limonov (né en 1943 à Dzerjinsk et mort en 2020), personnalité publique et politique russe.
- Elizaveta Ospennikova (née en 1998 à Dzerjinsk), chanteuse russe sous le pseudonyme "ooes".